# Tomasz Zieliński
Tomasz Bernard Zieliński (Nakło nad Notecią, 29 ottobre 1990) è un sollevatore polacco,  che gareggia nella categoria dei pesi mediomassimi (fino a 94 kg).
È il fratello minore di Adrian Zieliński, anch'egli sollevatore, campione olimpico a Londra 2012.

## Carriera
Nel 2012 Tomasz Bernard Zieliński ha rappresentato la Polonia alle Olimpiadi di Londra, piazzandosi al 9º posto nella competizione dei 94 kg, ma venendo in seguito premiato con la medaglia di bronzo poiché ben 6 atleti che avevano terminato la gara davanti a lui sono risultati positivi ai farmaci vietati che migliorano le prestazioni e quindi squalificati, quando i loro campioni di urine del 2012 sono stati ritestati nel 2016 con controlli più approfonditi.
Successivamente Zieliński ha vinto la medaglia d'argento ai Campionati Europei del 2014 a Tel Aviv, battuto dal fratello Adrian, e la medaglia d'oro ai Campionati Europei del 2016 a Førde.
Nel 2016, dopo essersi arruolato nell'esercito polacco nel mese di gennaio, è stato incluso nella rosa della squadra nazionale polacca per le Olimpiadi di Rio de Janeiro, dopo che il Consiglio della federazione polacca di sollevamento pesi ha contrastato il proprio presidente, Szymon Kołecki, che lo aveva voluto fuori dalla squadra nazionale dopo che Zieliński aveva deciso di allenarsi al di fuori delle strutture della propria federazione. Alle Olimpiadi di Rio, Zieliński è risultato poi positivo allo spironolattone ed è stato pertanto rimandato a casa senza gareggiare per decisione del presidente del Comitato Olimpico polacco, insieme al fratello Adrian, anch'egli risultato positivo al doping.
A causa di ciò Tomasz Bernard è stato espulso dal suo club sportivo e congedato dall'esercito, senza possibilità di rientrarvi fino a quando non avesse ricevuto una sentenza del tribunale sulla sua innocenza dall'accusa di uso di doping.
Il 15 marzo 2018, il Tribunale Arbitrale internazionale dello Sport (TAS) di Losanna ha respinto il suo ricorso e ha confermato la squalifica di quattro anni inflittagli a seguito della sua positività all'uso di sostanze illecite.